# Seznam članov Mestnega sveta Mestne občine Maribor (2010-2014)
Seznam članov Mestnega sveta Mestne občine Maribor v mandatu 2010-2014.

## Županova lista inSlovenska ljudska stranka
- Tanja Vindiš Furman
- Milan Mikl
- Alksandar Jovanović
- Astrid Bah
- Boštjan Viher
- Danilo Burnač
- Mihela Gostenčnik
- Tomaž Barada
- Srečko Zorko
- Eva Škobalj

## Slovenska demokratska stranka
- Gregor Pivec
- Jožef Koprivnikar
- Brigita Brumen
- Daniel Blejc
- Renato Škerbinc
- Vladimira Cokoja
- Liviana Borko

## DeSUS
- Valter Drozg
- Janez Ujčič
- Jelka Kolmanič
- Miroslav Brkić
- Stanislava Naterer
- Vilibald Premzl

## Socialni demokrati
- Bojan Horvat
- Damjana Karlo
- Matej Žmavc
- Danica Gerbec

## LDS
- Tomaž Orešič
- Marjana Kreitner
- Nataša Matijevič

## Lista za pravičnost in razvoj
- Stojan Auer
- Lidija Divjak Mirnik
- Primož Juhart

## Zeleni Slovenije
- Melita Cimerman
- Melqart Mohamad Berro

## Zares
- Gregor Jager
- Danijel Rebolj

## Lipa
- Rok Peče

## Lista Tomaža Kanclerja za župana
- Tomaž Kancler

## Stranka mladih Slovenije
- Božidar Pučnik

LISTA ZA MARIBOR LMB
Svetnik MS MOM	
Valter Pristovnik-Lista za Maribor LMB

## Nova Slovenija
- Zdravko Luketič

## Slovenska nacionalna stranka
- Folko Puconja

## Neodvisna lista gasilcev Maribor
- Milan Eržen

## Seznami
- seznam članov Mestnega sveta Mestne občine Maribor
- seznam članov Mestnega sveta Mestne občine Maribor (1994-1998)
- seznam članov Mestnega sveta Mestne občine Maribor (1998-2002)
- seznam članov Mestnega sveta Mestne občine Maribor (2002-2006)
- seznam članov Mestnega sveta Mestne občine Maribor (2006-2010)